# Командующий сухопутными войсками Канады
Нача́льник шта́ба сухопу́тных войск (англ. Chief of the Land Staff) — глава Командования сухопутных войск Канадских вооружённых сил. До объединения вооружённых сил Канады в 1964 г. эта должность называлась начальник общей части штаба армии, а в 1964—1993 гг. — начальник Мобильного командования. В 1993 г. должность стала называться начальник штаба сухопутных войск.

## Начальники штаба сухопутных войск с 1993 года
- Генерал-лейтенант Горд Рей (1993—1996)
- Генерал-лейтенант Морис Бариль (1996—1997)
- Генерал-лейтенант Уильям Лич (1997—2000)
- Генерал-лейтенант Майк Джефри (2000—2003)
- Генерал-лейтенант Рик Хиллиер (2003—2005)
- Генерал-лейтенант Марк Карон (2005—2006)
- Генерал-лейтенант Эндрю Лесли (2006—2010)
- Генерал-лейтенант Питер Девлин (2010—2013)
- Генерал-лейтенант Маркис Хэнс (2013—2016)
- Генерал-лейтенант Пол Винник (2016—2018)
- Генерал-лейтенант Жан-Марк Лантье (2018—2019)
- Генерал-лейтенант Уэйн Эйр (2019—2022)
- Генерал-лейтенант Джослин Пол (2022 — н. в.)